# Adolphe-Frédéric Michel

Adolphe-Frédéric Michel, Porträtaufnahme von Pierre Petit aus dem Jahre 1884

Adolphe-Frédéric Michel (* 15. Oktober 1839 in Lourmarin, Département Vaucluse; † 17. September 1891 in Paris) war ein französischer Schriftsteller und Publizist.
Seine Eltern waren der Apotheker Denis Frédéric Michel und Jeanne Julie Sambuc. 
Im Jahre 1859 begann Adolphe-Frédéric Michel in Genf zunächst Geisteswissenschaften zu studieren, dann Theologie. Mit einem amtlichen Leumundszeugnis  ging er dann 1864 nach Straßburg, wo er noch im selben Jahr sein Studium als cand. theol. und dann bac. theol. abschloss. Danach arbeitete Adolphe-Frédéric Michel als Journalist in Paris bei verschiedenen Zeitungen. So war er Mitarbeiter in der Le Protestant libéral (Der Liberale Protestant) und der L'Avenir national (Die Nationale Zukunft), die in den Jahren von 1865 bis 1871 erschien und von dem Journalisten und Politiker Alphonse Peyrat (1812–1890) gegründet worden war. Das Blatt war republikanisch mit leicht sozialistischen Tendenzen und antiklerikal. Weitere Zeitungen, für die Michel gearbeitet hat, hießen La Cloche (Die Glocke) und Siècle (Jahrhundert), beide Neugründungen um das Jahr 1870.
Er sollte nicht mit François Adolphe Michel (* 1799) verwechselt werden.

## Werke
- L'Empire et la presse, satire politique; 1859 ?
- Université de France. Faculté de théologie protestante de Strasbourg. Samuel Vincent,[1] son temps et ses opinions, thèse présentée; 1864
- Les Rayonnements; 1866
- La Troisième République française: histoire contemporaine; 1873 (Digitalisat)
- Qui a voulu la guerre de 1870?; 1874
- Histoire contemporaine. La Troisième République française; 1875
- Les Jésuites; 1879
- Philippe de Girard, sa vie et ses inventions; 1882
- Le Roman d'un vieux garçon; 1883
- Petite histoire de la famille d'Orléans; 1885
- Les Finances de la République, ce qu'on dit et ce qu'on ne dit pas; 1885